# Campassos (Vilanoveta)
Campassos, o Escampassos, és el nom d'una partida rural del terme municipal de Conca de Dalt, a l'antic terme d'Hortoneda de la Conca, al Pallars Jussà, en territori de l'antic poble del Mas de Vilanova, o Vilanoveta.
Està situada al nord-est del Mas de Vilanova, a ponent dels Horts de Llau Falsa, al nord de lo Romeral i de la partida de Peira, a llevant de la de Campana Partida i a migdia de lo Civadal.
Consta de 3,4450 hectàrees de conreus de secà, pastures, ametllers i oliveres i una petita zona de matolls.